# Athirson
Athirson, właśc. Athirson Mazzoli de Oliveira (ur. 16 stycznia 1977) – brazylijski piłkarz, obrońca brazylijskiego klubu piłkarskiego Portuguesa São Paulo, do którego trafił w 2010 roku z Cruzeiro EC. Piłkarz Juventusu, CR Flamengo, Bayeru 04 Leverkusen.